# Saint-Martin-la-Sauveté
Saint-Martin-la-Sauveté är en kommun i departementet Loire i regionen Auvergne-Rhône-Alpes i centrala Frankrike. Kommunen ligger i kantonen Saint-Germain-Laval som tillhör arrondissementet Roanne. År 2022 hade Saint-Martin-la-Sauveté 870 invånare.

## Befolkningsutveckling
Antalet invånare i kommunen Saint-Martin-la-Sauveté
| Referens: INSEE |